# Judith Gautier
Pour les articles homonymes, voir Gautier.
Louise Charlotte Ernestine Gautier, dite Judith Gautier, par son mariage Madame Catulle Mendès, née le 25 août 1845 à Paris et morte le 26 décembre 1917 à Saint-Énogat, est une femme de lettres française.
Judith Gautier s'est illustrée dans les lettres par sa passion pour l'Asie (Chine et Japon notamment), par son rôle de pionnière dans l'analyse de la mystique wagnérienne, et par ses relations passionnées avec l'avant-garde littéraire française, de Victor Hugo à Charles Baudelaire en passant par Gustave Flaubert. Elle est la première femme à intégrer l'Académie Goncourt, en 1910.

## Biographie

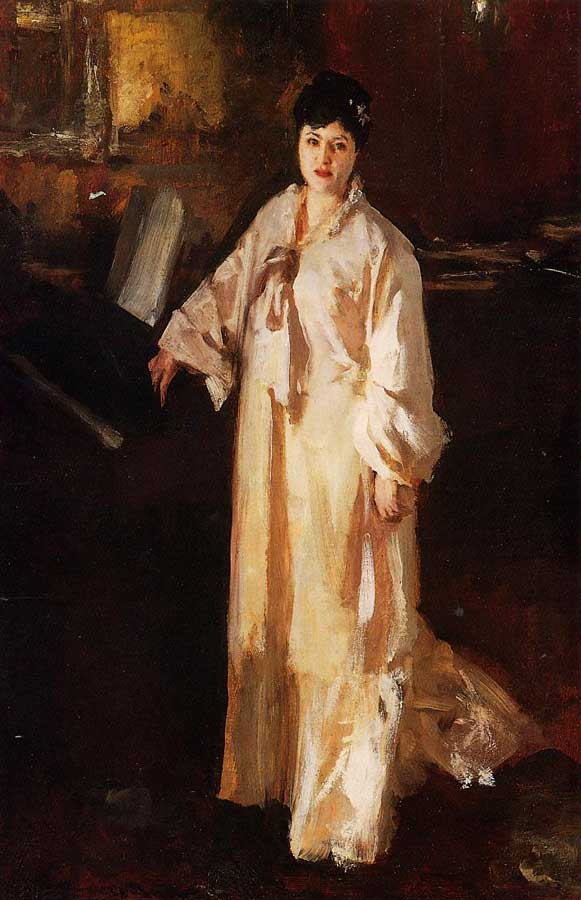
John Singer Sargent, Judith Gautier (1885), Detroit Institute of Arts.

Judith Gautier est la fille de l'écrivain Théophile Gautier et d'Ernesta Grisi (la sœur de la danseuse Carlotta Grisi). Elle passe sa petite enfance dans une liberté quasi-absolue et sous la surveillance d'une nourrice à sa dévotion, qui ne lui rendent que plus pesant son internat au pensionnat Notre-Dame-de-la-Miséricorde.
Enfin, son père la fait venir auprès de lui et de sa plus jeune sœur, Estelle. C'est là qu'elle fait montre de talents originaux, et qu'elle fait la connaissance de nombreux amis de son père, parmi lesquels Baudelaire ou les frères Goncourt. Elle reçoit ainsi que sa sœur les cours de dessin de l'artiste peintre Auguste Clément Herst.
Judith Gautier rencontre le Japon et sa littérature comme sa peinture, pour la première fois, lors de l’exposition universelle de Londres en 1862, où elle va avec son père[réf. nécessaire]. 
La première contribution de Judith Gautier à la littérature est la publication d'un article sur la traduction française d'Eureka, d'Edgar Poe, par Baudelaire. Ce dernier est absolument bouleversé par l'article de Judith.
Théophile Gautier recueille un jour un lettré chinois du nom de Ding Dunling, réfugié politique en France, qui apprend à Judith la langue chinoise et l'initie à la civilisation, notamment la littérature, de l'Empire du Milieu. À vingt-deux ans, elle publie Le Livre de Jade, une collection d'anciens poèmes chinois, choisis et traduits avec l'assistance de son précepteur, et ce premier livre lui assure d'emblée un succès auprès des lettrés de l'époque. Judith Gautier atteint peu après un succès encore plus éclatant avec la publication de ses deux premiers romans, Le Dragon impérial (1869) et L'Usurpateur (1875).
Son père était entouré d'un cercle cosmopolite – recevant constamment Théodore de Banville, Gustave Flaubert, Edmond de Goncourt, Charles Baudelaire, Champfleury, Arsène Houssaye, Gustave Doré... Elle y fait des ravages. Un prince persan la poursuit longtemps de ses assiduités. Mais Judith finit par tomber amoureuse de Catulle Mendès, un écrivain jeune, très séduisant et, alors, talentueux. Cependant, cette histoire d'amour et leur projet de mariage déplait souverainement à Théophile Gautier et entraîne la séparation des parents de Judith, car Ernesta soutient sa fille. Le mariage eut lieu, sans la présence de Théophile, en 1866. Ce dernier savait, par son enquête personnelle, que Catulle Mendès était un personnage de très mauvaise vie, et il avait prévu que le mariage n'apporterait que le malheur à sa fille. C'est ce qui arriva en effet, et celle-ci en fut très malheureuse pendant plusieurs années. Les jeunes époux finirent par se séparer, et Catulle put dès lors se livrer à sa passion pour sa maîtresse Augusta Holmès, qui avait eu déjà de lui plusieurs enfants avant et pendant son mariage avec Judith. Les deux époux divorcèrent officiellement lorsque la loi le permit, c'est-à-dire de nombreuses années plus tard.
Cette expérience eut une influence sur le reste de la vie de Judith, qui ne prit jamais d'autre époux et garda toujours une certaine méfiance à l'égard des hommes. Plus tard, elle vécut en couple avec le compositeur Louis Benedictus, avec lequel elle eut des collaborations artistiques, dont plusieurs volumes Les musiques bizarres à l’Exposition de 1900.
Mais auparavant, à l'été 1869, Judith et Catulle, accompagnés de Villiers de l'Isle-Adam, rendirent visite à Richard Wagner à Tribschen, près de Lucerne. On dit qu'elle inspira à Wagner les « filles-fleurs » de Parsifal et qu'il a écrit près d'elle le troisième acte de Siegfried. Elle devint une habituée de Bayreuth, enseignant au maître les subtilités des mystiques orientaux. Peut-être ne devint-elle pas sa maîtresse, mais elle fut assurément son dernier amour. Elle-même écrit plusieurs livres sur Wagner, sur son dernier opéra, Parsifal, et sur leurs relations.
Plusieurs années plus tard, après 1870, elle fascina également Victor Hugo, revenu en France, qui écrivit en son honneur l'un de ses très rares sonnets. Après la mort de Théophile Gautier en 1872, elle devint sa maîtresse. Elle subjugua également Jean Lorrain, rencontré en 1873 lors de vacances à Fécamp.

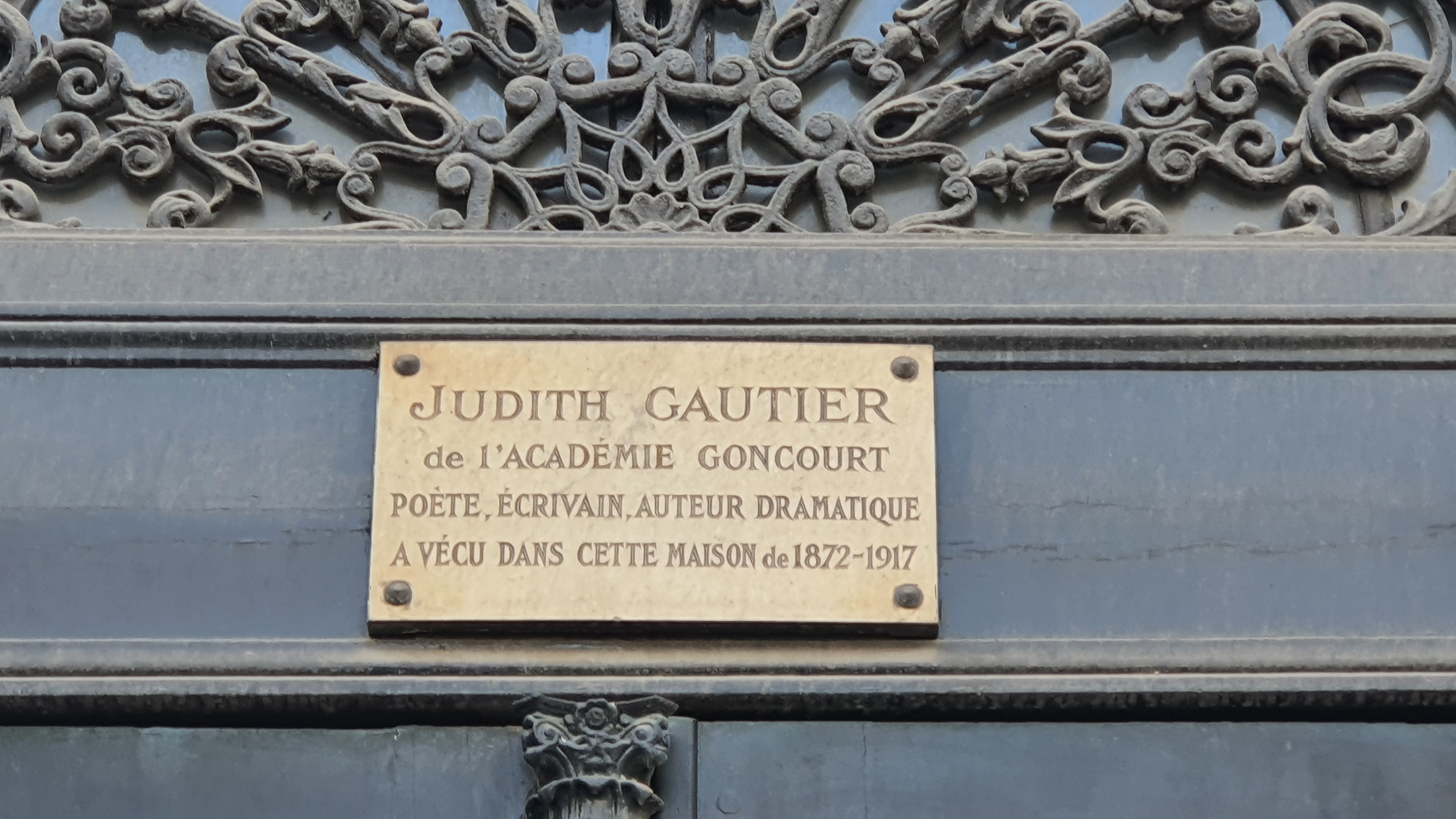
Plaque rendant hommage à Judith Gautier au 30, rue Washington à Paris.

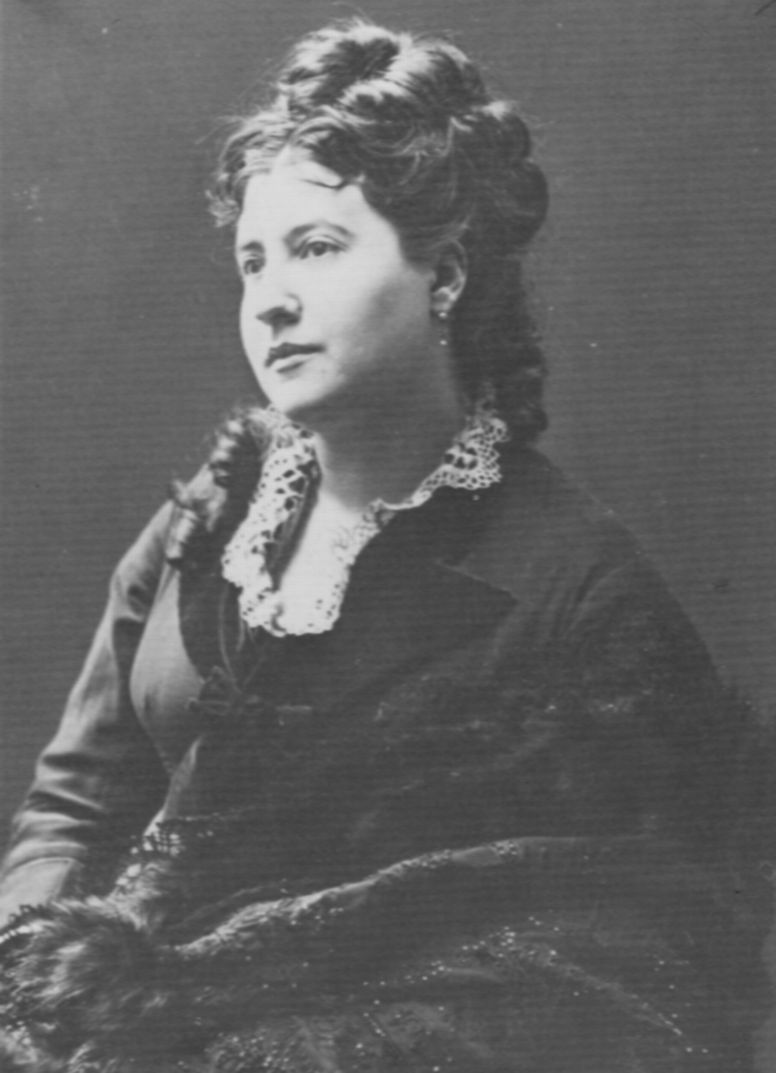
Judith Gautier, atelier Nadar.

Elle se sépara de Catulle Mendès, qui entretenait depuis plusieurs années une liaison avec la compositrice Augusta Holmès, en 1878 — le divorce fut prononcé en décembre 1896 — et s'installa au 30 rue Washington (8e arrondissement de Paris), dans un charmant appartement rempli de bouddhas où elle tint salon tous les dimanches ; une plaque commémorative lui rend depuis hommage. Mais elle passait aussi beaucoup de temps dans sa villa en Bretagne, à Saint-Énogat, où elle étudia l'occultisme aux échos des légendes celtes.
À la fin des années 1870, Judith Gautier publia son troisième roman, Lucienne, qui retint moins l'attention que ses précédents livres, peut-être parce que ce roman se passe en France et non plus dans un cadre oriental.
Durant les années 1880 et 1890, elle publia plusieurs recueils d'articles et de contes, ainsi qu'une nouvelle, Isoline, et que plusieurs romans, dont La conquête du Paradis, Le Roman d'un éléphant blanc et Iskender. Son recueil de poèmes traduits du japonais Les poèmes de la libellule, tiré dans une édition de luxe, fit également sensation. Elle écrivit un certain nombre de pièces de théâtre.

À partir de 1904, elle publie trois volumes de souvenirs, Le Collier des jours, Le Second rang du collier et Le Troisième rang du collier, exemples d'autobiographie. À la même époque, elle continue de fournir un recueil de nouvelles, Le Paravent de Soie et d'or. Son ami Pierre Louÿs écrit, dans une annexe du Pré aux oiseaux, sa plus célèbre œuvre, Aphrodite. Judith fréquente Joséphin Péladan ou encore Pierre Loti, avec lequel elle écrit une pièce de théâtre destinée à Sarah Bernhardt, La fille du ciel en 1911. La comédienne décida malheureusement de ne point jouer cette pièce. Le dernier roman de Judith, Le roman d'un grand chanteur (1912) est en réalité la biographie de l'un de ses cousins italiens, Mario de Candia.

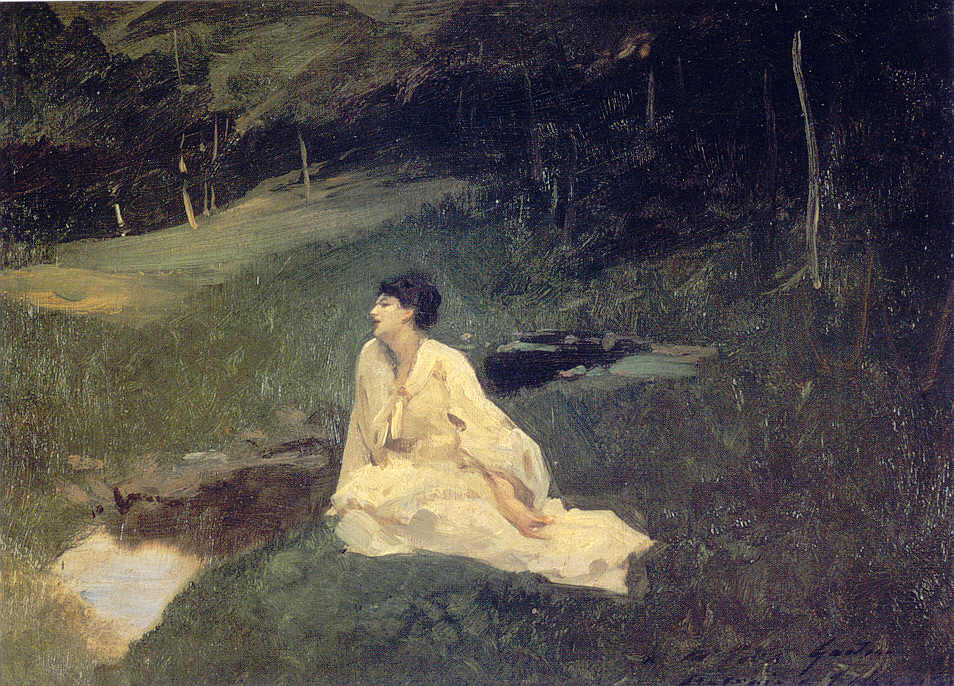
John Singer Sargent, Judith Gautier à la Fourberie (vers 1883-1885), Aix-les-Bains, musée Faure.

En 1904, le comité du Prix Femina sollicite son adhésion. Mais la consécration survient en octobre 1910, lorsqu’elle devient la première femme à entrer à l’Académie Goncourt,. Élue au second couvert à la mort de Jules Renard, elle prend ironiquement la place de celui qui la désignait comme « une vieille outre noire, mauvaise et fielleuse, couronnée de roses comme une vache de concours ». Malgré l'ampleur de l'honneur, elle siège fort peu dans cette assemblée. C'est aussi en 1910 que Judith Gautier devient chevalière de la Légion d'honneur, par décret du 29 décembre 1910. Le 13 avril 1910, elle réalise une performance dramaturgique et plastique en adaptant Une larme du diable d'après son père, sous la forme d'un spectacle à base de figurines à la galerie Barbazanges.
Dans la dernière époque de sa vie, Judith Gautier fut accompagnée d'une jeune fille toute à sa dévotion, Suzanne Meyer-Zundel, qui aurait été sa compagne et qui fut son héritière. Cette relation fait que certains auteurs envisagent aujourd'hui une éventuelle bisexualité de Judith Gautier. Elle était âgée alors de plus de 60 ans.

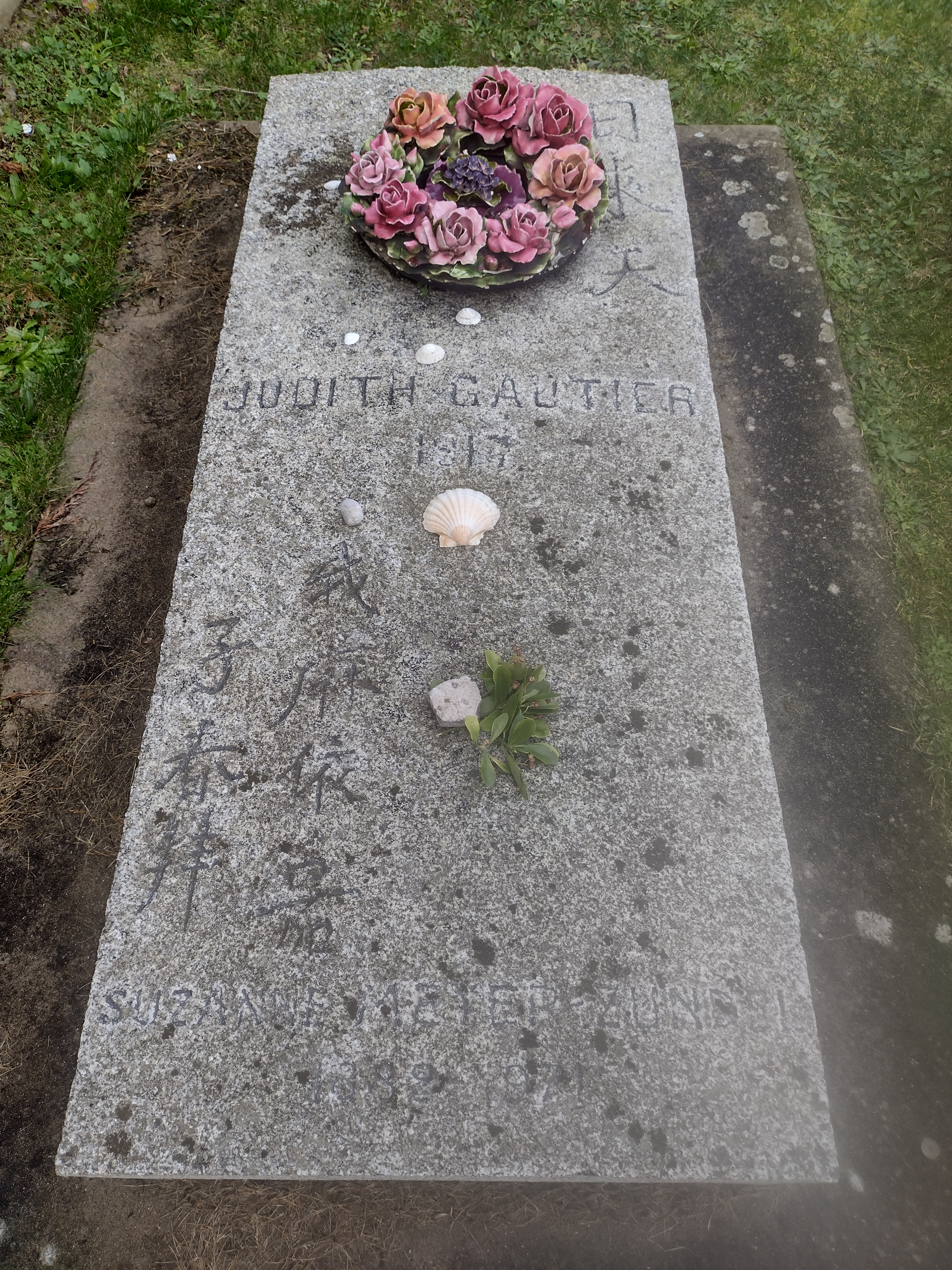
Tombe de Judith Gautier et de Suzanne Meyer-Zundel à Saint-Énogat à Dinard.

Judith Gautier meurt, de fatigue, à l'âge de 72 ans dans sa propriété de Saint-Énogat, « Le pré aux oiseaux », avant la fin de la Première Guerre mondiale. Elle est inhumée à Dinard dans le cimetière de Saint-Énogat, proche de sa propriété. Une épitaphe en chinois est gravée sur la dalle de granit : « La lumière du ciel arrive... » ; cette inscription aurait été faite par Suzanne Meyer-Zundel elle-même. En 1971, Suzanne Meyer-Zundel est inhumée avec elle.
Marthe Bracquemond a mis trois de ses textes en musique.

## Le Livre de Jade
Le Livre de Jade a paru en 1867 sous le pseudonyme de Judith Walter. Une deuxième édition, « corrigée et augmentée », sous-titrée « Poèmes traduits du chinois par Judith Gautier » a paru en 1902. Dans cette édition, aux soixante et onze poèmes provenant de l’édition de 1867 sont ajoutés trente-neuf autres poèmes. Les poèmes parus en 1867, « variations » sur les poèmes chinois, n'ont que peu de rapport avec les textes originaux. Certains sont des adaptations des traductions faites par le sinologue Hervey-Saint-Denis dans Poésies de l'époque des Thang, et une bonne partie sont des créations de Judith Gautier elle-même. Dans l'édition de 1902, d'après F. Stocès, vingt-deux poèmes sur les cent dix sont de véritables traductions, et vingt-cinq adaptés ou inspirés de Hervey-Saint-Denis. Le succès de l'ouvrage, republié plusieurs fois et traduit en plusieurs langues, a donné au public une image de la poésie chinoise parfois très éloignée de la réalité.

## Œuvres

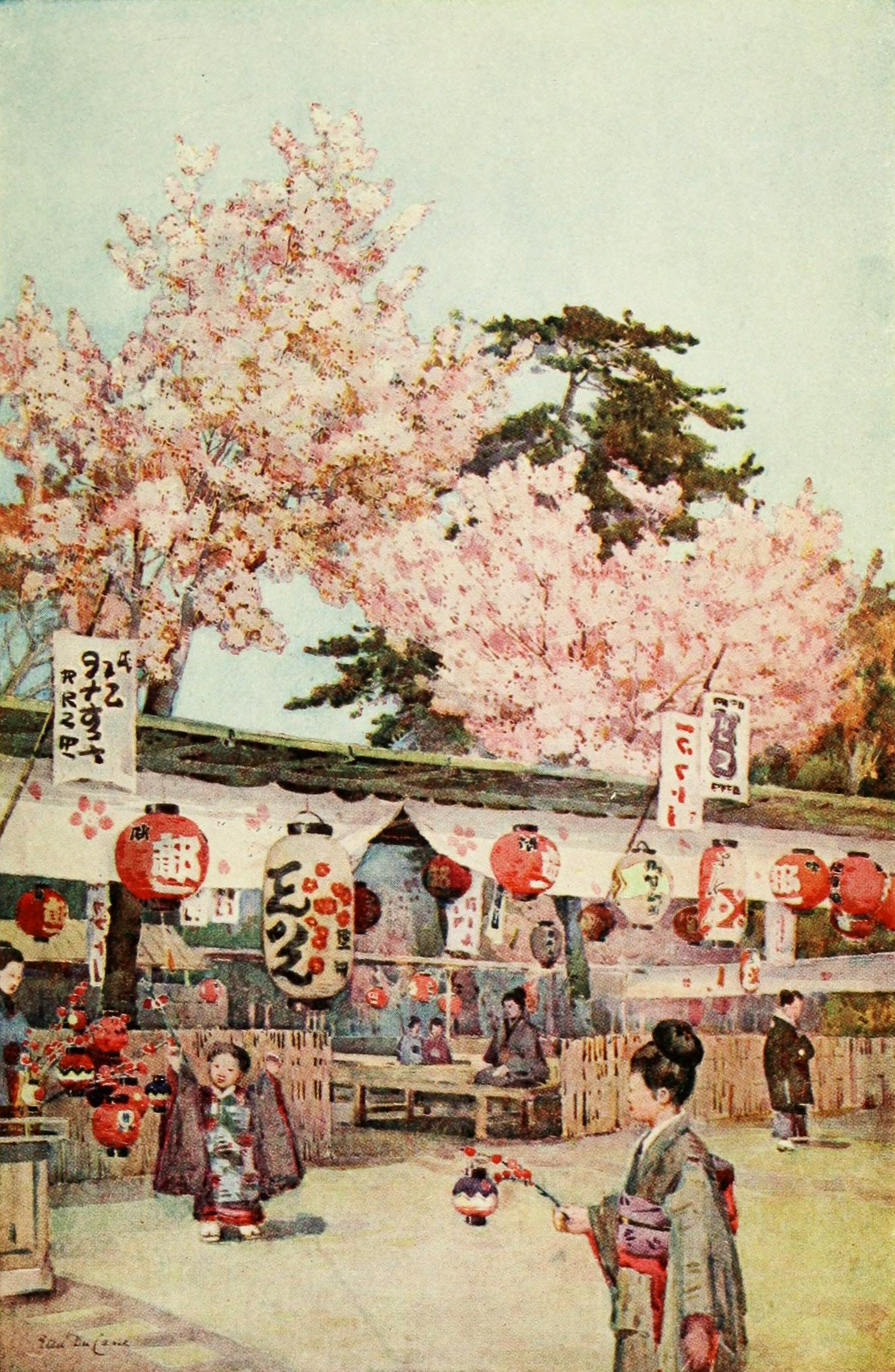
El Japón, Judith Gautier.

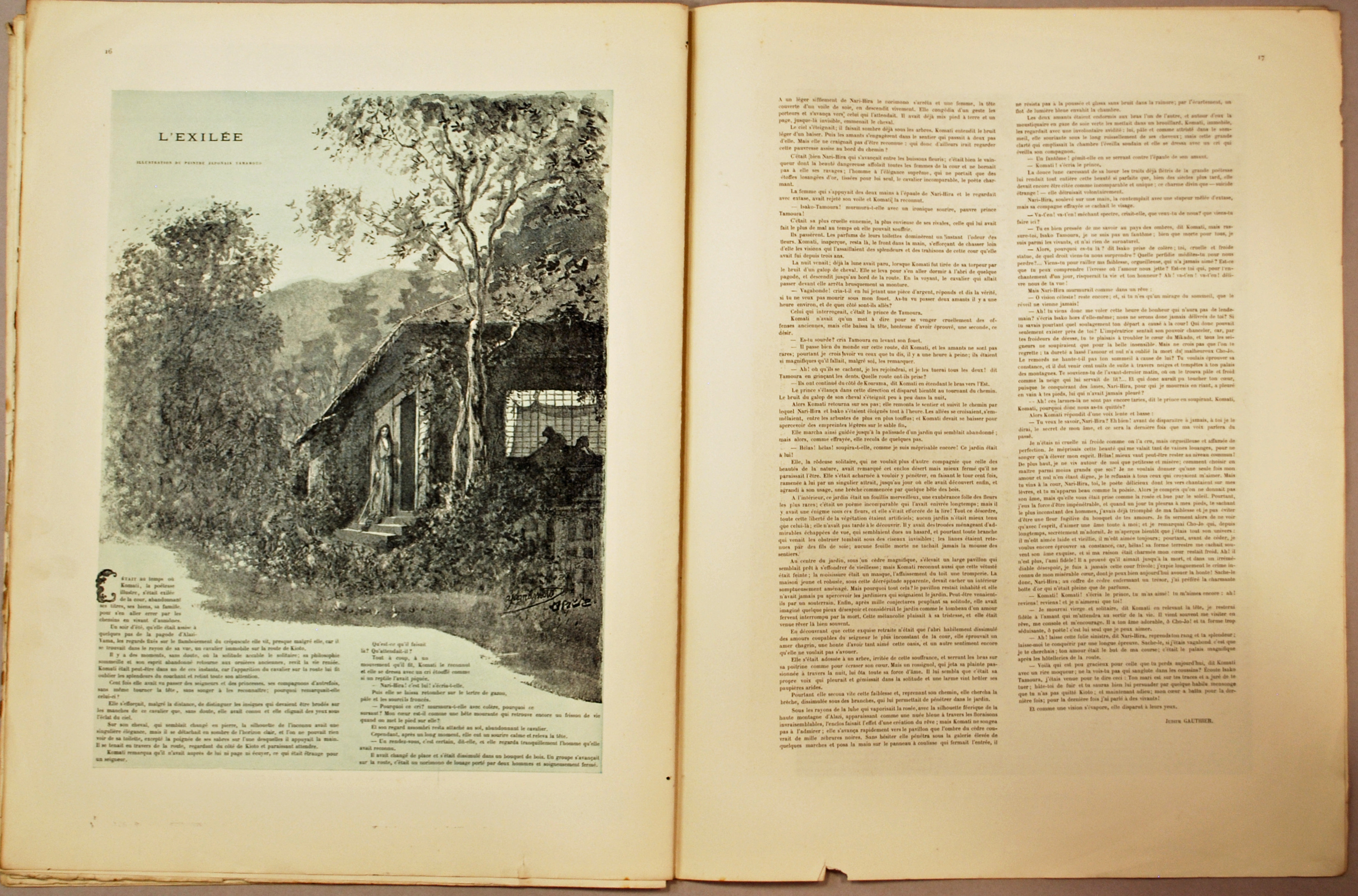
L'exilée, 1885.

- Le Livre de Jade, recueil de poèmes chinois anciens (1867), sous le pseudonyme de Judith Walter, remanié et republié en 1902 [édition de 1867] sur gallica ; [édition de 1902]
- Le Dragon impérial, roman (1869), sous le nom de Judith Mendès. Texte sur wikisource
- L'Usurpateur, roman (1875), sous le nom de Judith Mendès, couronné par l'Académie française et publié de nouveau en 1887 sous le titre La Sœur du soleil. Texte sur wikisource
- Lucienne, roman (1877). Texte sur wikisource
- Les Cruautés de l'amour, recueil de quatre nouvelles (1879)
- Les Peuples étranges, recueil d'articles sur la Chine (1879)
- Le Ramier blanc, pièce de théâtre (1890)
- Isoline, nouvelle (1882)
- Isoline et La fleur-serpent, et autres nouvelles (1882). Comprend : Isoline, La Fleur-serpent, Trop tard, L'Auberge des roseaux-en-fleur, La Tunique merveilleuse, Le Fruit défendu. Texte sur Gallica, illustré par Auguste-Aristide-Fernand Constantin
- Richard Wagner et son œuvre poétique depuis "Rienzi" jusqu'à "Parsifal", essai (1882). Texte sur wikisource
- La Femme de Putiphar (1885)
- Iseult, conte (1885)
- Poèmes de la libellule, recueil de poèmes traduits du japonais et illustrés par Hosui Yamamoto (1885)
- La Marchande de sourires, drame en 5 actes, Théâtre de l'Odéon, 21 avril 1888, avec Louis Benedictus
- Fleurs d'Orient, contes (1893). Texte sur wikisource
- Le Vieux de la montagne, roman (1893). Texte sur wikisource
- Parsifal (1893)
- La Barynia, pièce de théâtre (1894) -en collaboration avec Joseph Gayda.
- Iskender, histoire persane, roman (1886)
- Souvenir d’une folle soirée — Une charade chez Richard Wagner, in « Cosmopolis », no 9, septembre 1896, p. 765-774 ; texte sur Gallica
- Le lion de la victoire et La reine de Bengale (1887), les deux parties du roman La conquête du Paradis, plusieurs fois remanié et publié
- Les noces de Fingal, poème (1888)
- Tokyo, chapitre du livre collectif Les capitales du monde (1892)
- Le roman d'un éléphant blanc (1893) ; éd. 1894 : Mémoires d'un éléphant blanc, illustré par Mucha et Ruty Texte sur wikisource
- La Camargo, pièce de théâtre (1893)
- La Sonate au clair de lune, pièce de théâtre (1894)
- Parsifal (1898)
- Khou-en-atonou, contes (1898)
- Une fausse conversion, pièce de théâtre d'après l'œuvre de Gautier père (inédit) (1899)
- Les Princesses d'amour, roman (1900). Texte sur wikisource
- Les Musiques bizarres à l'Exposition de 1900, recueil de morceaux musicaux asiatiques, en collaboration avec Louis Benedictus, La Musique japonaise à l'exposition de 1900, danses de Sada-Yacco, (1900)
- Le paravent de soie et d'or (1904)
- Le livre de la foi nouvelle (1900)
- Le Collier des jours, souvenirs (1904). Texte sur Gallica
- Princesses d'amour, pièce de théâtre inédite (1908)
- Tristiane, pièce de théâtre parue en revue seulement (1910)
- Embûche fleurie, pièce de théâtre inédite (1911)
- L'Apsara, pièce de théâtre
- Mlle de Maupin, pièce de théâtre d'après le roman de Gautier père (inédit)
- En Chine, ouvrage de vulgarisation (1911)
- Dupleix, ouvrage de vulgarisation (1912)
- L'Inde éblouie, refonte du roman "La conquête du paradis" (1913)
- Le Second Rang du collier, souvenirs. Texte sur Gallica
- Le Troisième Rang du collier, souvenirs (1909). Publié dans La Revue de Paris, 1909. Texte sur wikisource
- Poésies (1911)
- Le roman d'un grand chanteur, roman (1912)
- La vierge de prompt-secours, ouvrage théâtral (1912)
- Lettres inédites de la marquise de Sévigné (1913)
- Parsifal (1914)
- Les grandes et petites querelles de Richard Wagner, article publié dans « Le Temps » le 12 février 1914, p. 3-4. Texte sur Gallica
- Le Japon, ouvrage de vulgarisation (1912)
- Les parfums de la pagode (1919), recueil de contes
- Un général de cinq ans, conte contemporain sur la guerre, illustré par sa sœur Estelle Gautier
- Auprès de Richard Wagner, souvenirs (1861-1882), avant-propos par Gustave Samazeuilh, Paris, Mercure de France, (1943)

## Édition des œuvres
- Yvan Daniel (éd.), Œuvres complètes de Judith Gautier, Romans, Contes et Nouvelles, Paris, Classiques Garnier, coll. « Littérature française du XIXe siècle », vol. 2, 2015
- Yvan Daniel (éd.), Œuvres complètes de Judith Gautier, Romans, Contes et Nouvelles, Paris, Classiques Garnier, coll. « Littérature française du XIXe siècle », vol. 1, 2011
- Yvan Daniel (éd.), Le Livre de Jade, Paris, Imprimerie Nationale / Actes Sud, coll. "La Salamandre", 2004

## Distinctions
- 1876 : prix Lambert de l'Académie française
- 1898 : prix Alfred-Née de l’Académie française
- 1904 : prix Maillé-Latour-Landry de l'Académie française

## Hommages
- Le cratère vénusien Gautier est nommé en son honneur[20].